# Großer Preis der USA West 1982
Der Große Preis der USA West 1982 (offiziell Toyota Grand Prix of Long Beach) fand am 4. April auf dem Long Beach Grand Prix Circuit in Long Beach statt und war das dritte Rennen der Formel-1-Weltmeisterschaft 1982.

## Berichte

### Hintergrund
Während der zwei Wochen, die zwischen dem Großen Preis von Brasilien und dem dritten WM-Lauf des Jahres in Long Beach lagen, entschied sich Carlos Reutemann, seine Formel-1-Karriere zu beenden. Als Ersatz sprang daraufhin Mario Andretti als zweiter Fahrer neben Keke Rosberg bei Williams ein. Das restliche Teilnehmerfeld blieb unverändert.
Durch kleine Veränderungen an der Streckenführung war eine Runde in Long Beach um rund 200 Meter länger, als in den Jahren zuvor. Die Rundenzahl wurde daher um fünf auf 75 Umläufe reduziert.

### Training
Überraschend sicherte sich Andrea de Cesaris die erste und einzige Pole-Position seiner Grand-Prix-Karriere. Für Alfa Romeo war es die insgesamt zwölfte und letzte. Hinter Niki Lauda, der sich für den  zweiten Startplatz qualifizierte, folgten die beiden Renault-Teamkollegen René Arnoux und Alain Prost. Bruno Giacomelli und der amtierende Weltmeister Nelson Piquet bildeten die dritte Startreihe.

### Rennen
Am Start konnte de Cesaris zunächst seine Spitzenposition verteidigen. Arnoux konnte durch ein Überholmanöver gegen Lauda den zweiten Rang vor diesem sowie vor Giacomelli und Gilles Villeneuve einnehmen.
Als Giacomelli in der sechsten Runde versuchte, Lauda zu überholen, kollidierte er mit Arnoux, wodurch beide Piloten ausschieden und Lauda die Verfolgung von de Cesaris aufnehmen konnte. In der 15. Runde übernahm er die Führung und verschaffte sich rasch einen Vorsprung. John Watson hatte sich unterdessen an Prost, Piquet, Rosberg und Villeneuve vorbei bis auf den dritten Rang nach vorn gekämpft.
Piquet und de Cesaris fielen aufgrund von Fahrfehlern und daraus resultierenden Kollisionen mit den die Strecke säumenden Mauern aus. Villeneuve machte beim Versuch, Rosberg zu überholen, ebenfalls einen Fehler, konnte das Rennen jedoch fortsetzen, da er seinen Wagen rechtzeitig in eine Auslaufzone steuern konnte. Ein Boxenstopp Watsons verhinderte einen McLaren-Doppelsieg. Lauda schaffte den ersten Sieg nach seinem Comeback bereits im dritten Rennen. Es war sein insgesamt 18. Grand-Prix-Erfolg. Rosberg belegte den zweiten Rang vor Villeneuve.
Kurz nach dem Rennen wurde Villeneuve disqualifiziert, da der von ihm eingesetzte doppelte Heckflügel als nicht regelkonform eingestuft wurde. Dadurch gelangte Riccardo Patrese auf den dritten Rang vor Michele Alboreto, Elio de Angelis und Watson.

## Meldeliste
| Team                           | Nr. | Fahrer             | Chassis        | Motor                    | Reifen |
| ------------------------------ | --- | ------------------ | -------------- | ------------------------ | ------ |
| Parmalat Racing Team           | 01  | Nelson Piquet      | Brabham BT49D  | Ford Cosworth DFV 3.0 V8 | G      |
| Parmalat Racing Team           | 02  | Riccardo Patrese   | Brabham BT49C  | Ford Cosworth DFV 3.0 V8 | G      |
| Team Tyrrell                   | 03  | Michele Alboreto   | Tyrrell 011    | Ford Cosworth DFV 3.0 V8 | G      |
| Team Tyrrell                   | 04  | Slim Borgudd       | Tyrrell 011    | Ford Cosworth DFV 3.0 V8 | G      |
| TAG Williams Team              | 05  | Mario Andretti     | Williams FW07D | Ford Cosworth DFV 3.0 V8 | G      |
| TAG Williams Team              | 06  | Keke Rosberg       | Williams FW07D | Ford Cosworth DFV 3.0 V8 | G      |
| Marlboro McLaren International | 07  | John Watson        | McLaren MP4/1B | Ford Cosworth DFV 3.0 V8 | M      |
| Marlboro McLaren International | 08  | Niki Lauda         | McLaren MP4/1B | Ford Cosworth DFV 3.0 V8 | M      |
| Team ATS                       | 09  | Manfred Winkelhock | ATS D5         | Ford Cosworth DFV 3.0 V8 | A      |
| Team ATS                       | 10  | Eliseo Salazar     | ATS D5         | Ford Cosworth DFV 3.0 V8 | A      |
| John Player Team Lotus         | 11  | Elio de Angelis    | Lotus 91       | Ford Cosworth DFV 3.0 V8 | G      |
| John Player Team Lotus         | 12  | Nigel Mansell      | Lotus 91       | Ford Cosworth DFV 3.0 V8 | G      |
| Ensign Racing                  | 14  | Roberto Guerrero   | Ensign N181    | Ford Cosworth DFV 3.0 V8 | A      |
| Équipe Renault Elf             | 15  | Alain Prost        | Renault RE30B  | Renault EF1 1.5 V6t      | M      |
| Équipe Renault Elf             | 16  | René Arnoux        | Renault RE30B  | Renault EF1 1.5 V6t      | M      |
| Rothmans March Grand Prix Team | 17  | Jochen Mass        | March 821      | Ford Cosworth DFV 3.0 V8 | P      |
| Rothmans March Grand Prix Team | 18  | Raul Boesel        | March 821      | Ford Cosworth DFV 3.0 V8 | P      |
| Fittipaldi Automotive          | 20  | Chico Serra        | Fittipaldi F8D | Ford Cosworth DFV 3.0 V8 | P      |
| Marlboro Team Alfa Romeo       | 22  | Andrea de Cesaris  | Alfa Romeo 182 | Alfa Romeo 1260 3.0 V12  | M      |
| Marlboro Team Alfa Romeo       | 23  | Bruno Giacomelli   | Alfa Romeo 182 | Alfa Romeo 1260 3.0 V12  | M      |
| Équipe Talbot Gitanes          | 25  | Eddie Cheever      | Ligier JS17B   | Matra MS81 3.0 V12       | M      |
| Équipe Talbot Gitanes          | 26  | Jacques Laffite    | Ligier JS17B   | Matra MS81 3.0 V12       | M      |
| Scuderia Ferrari SpA SEFAC     | 27  | Gilles Villeneuve  | Ferrari 126C2  | Ferrari 021 1.5 V6t      | G      |
| Scuderia Ferrari SpA SEFAC     | 28  | Didier Pironi      | Ferrari 126C2  | Ferrari 021 1.5 V6t      | G      |
| Arrows Racing Team             | 29  | Brian Henton       | Arrows A4      | Ford Cosworth DFV 3.0 V8 | P      |
| Arrows Racing Team             | 30  | Mauro Baldi        | Arrows A4      | Ford Cosworth DFV 3.0 V8 | P      |
| Osella Squadra Corse           | 31  | Jean-Pierre Jarier | Osella FA1C    | Ford Cosworth DFV 3.0 V8 | P      |
| Osella Squadra Corse           | 32  | Riccardo Paletti   | Osella FA1C    | Ford Cosworth DFV 3.0 V8 | P      |
| Theodore Racing Team           | 33  | Derek Daly         | Theodore TY02  | Ford Cosworth DFV 3.0 V8 | A      |
| Candy Toleman Motorsport       | 35  | Derek Warwick      | Toleman TG181C | Hart 415T 1.5 L4t        | P      |
| Candy Toleman Motorsport       | 36  | Teo Fabi           | Toleman TG181C | Hart 415T 1.5 L4t        | P      |

## Klassifikationen

### Qualifying
| Pos. | Fahrer             | Konstrukteur    | Qualifikationstraining 1 | Qualifikationstraining 1 | Qualifikationstraining 2 | Qualifikationstraining 2 | Start |
| Pos. | Fahrer             | Konstrukteur    | Zeit                     | Ø-Geschwindigkeit        | Zeit                     | Ø-Geschwindigkeit        | Start |
| ---- | ------------------ | --------------- | ------------------------ | ------------------------ | ------------------------ | ------------------------ | ----- |
| 01   | Andrea de Cesaris  | Alfa Romeo      | 1:31,095                 | 135,432 km/h             | 1:27,316                 | 141,294 km/h             | 01    |
| 02   | Niki Lauda         | McLaren-Ford    | 1:28,791                 | 138,947 km/h             | 1:27,436                 | 141,100 km/h             | 02    |
| 03   | René Arnoux        | Renault         | 1:31,159                 | 135,337 km/h             | 1:27,763                 | 140,574 km/h             | 03    |
| 04   | Alain Prost        | Renault         | 1:29,935                 | 137,179 km/h             | 1:27,979                 | 140,229 km/h             | 04    |
| 05   | Bruno Giacomelli   | Alfa Romeo      | 1:30,669                 | 136,069 km/h             | 1:28,087                 | 140,057 km/h             | 05    |
| 06   | Nelson Piquet      | Brabham-Ford    | 1:29,934                 | 137,181 km/h             | 1:28,276                 | 139,757 km/h             | 06    |
| 07   | Gilles Villeneuve  | Ferrari         | 1:29,949                 | 137,158 km/h             | 1:28,476                 | 139,441 km/h             | 07    |
| 08   | Keke Rosberg       | Williams-Ford   | 1:28,576                 | 139,284 km/h             | 1:29,042                 | 138,555 km/h             | 08    |
| 09   | Didier Pironi      | Ferrari         | 1:30,125                 | 136,890 km/h             | 1:28,680                 | 139,120 km/h             | 09    |
| 10   | Jean-Pierre Jarier | Osella-Ford     | 1:31,383                 | 135,005 km/h             | 1:28,708                 | 139,077 km/h             | 10    |
| 11   | John Watson        | McLaren-Ford    | 1:32,900                 | 132,801 km/h             | 1:28,885                 | 138,800 km/h             | 11    |
| 12   | Michele Alboreto   | Tyrrell-Ford    | 1:31,084                 | 135,449 km/h             | 1:29,027                 | 138,578 km/h             | 12    |
| 13   | Eddie Cheever      | Ligier-Matra    | 1:31,802                 | 134,389 km/h             | 1:29,336                 | 138,099 km/h             | 13    |
| 14   | Mario Andretti     | Williams-Ford   | 1:31,190                 | 135,291 km/h             | 1:29,468                 | 137,895 km/h             | 14    |
| 15   | Jacques Laffite    | Ligier-Matra    | 1:31,432                 | 134,933 km/h             | 1:29,587                 | 137,712 km/h             | 15    |
| 16   | Elio de Angelis    | Lotus-Ford      | 1:30,565                 | 136,225 km/h             | 1:29,694                 | 137,548 km/h             | 16    |
| 17   | Nigel Mansell      | Lotus-Ford      | 1:30,117                 | 136,902 km/h             | 1:29,758                 | 137,450 km/h             | 17    |
| 18   | Riccardo Patrese   | Brabham-Ford    | 1:30,281                 | 136,653 km/h             | 1:29,948                 | 137,159 km/h             | 18    |
| 19   | Roberto Guerrero   | Ensign-Ford     | 1:31,806                 | 134,383 km/h             | 1:30,186                 | 136,797 km/h             | 19    |
| 20   | Brian Henton       | Arrows-Ford     | 1:32,607                 | 133,221 km/h             | 1:30,474                 | 136,362 km/h             | 20    |
| 21   | Jochen Mass        | March-Ford      | 1:31,808                 | 134,380 km/h             | 1:30,476                 | 136,359 km/h             | 21    |
| 22   | Derek Daly         | Theodore-Ford   | 1:32,502                 | 133,372 km/h             | 1:30,919                 | 135,694 km/h             | 22    |
| 23   | Raul Boesel        | March-Ford      | 1:32,277                 | 133,697 km/h             | 1:30,977                 | 135,608 km/h             | 23    |
| 24   | Slim Borgudd       | Tyrrell-Ford    | 1:31,768                 | 134,439 km/h             | 1:31,033                 | 135,524 km/h             | 24    |
| 25   | Manfred Winkelhock | ATS-Ford        | 1:31,593                 | 134,696 km/h             | 1:31,602                 | 134,683 km/h             | 25    |
| 26   | Eliseo Salazar     | ATS-Ford        | 1:33,663                 | 131,719 km/h             | 1:31,825                 | 134,356 km/h             | 26    |
| DNQ  | Teo Fabi           | Toleman-Hart    | 1:34,024                 | 131,213 km/h             | 1:31,988                 | 134,117 km/h             | –     |
| DNQ  | Riccardo Paletti   | Osella-Ford     | 1:33,289                 | 132,247 km/h             | 1:32,146                 | 133,888 km/h             | –     |
| DNQ  | Chico Serra        | Fittipaldi-Ford | 1:32,496                 | 133,381 km/h             | 1:33,510                 | 131,935 km/h             | –     |
| DNQ  | Mauro Baldi        | Arrows-Ford     | 1:33,701                 | 131,666 km/h             | 1:34,320                 | 130,802 km/h             | –     |
| DNQ  | Derek Warwick      | Toleman-Hart    | keine Zeit               | –                        | keine Zeit               | –                        | –     |

### Rennen
| Pos. | Fahrer             | Konstrukteur  | Runden | Stopps | Zeit        | Start | Schnellste Runde |
| ---- | ------------------ | ------------- | ------ | ------ | ----------- | ----- | ---------------- |
| 01   | Niki Lauda         | McLaren-Ford  | 75     | 0      | 1:58:25,318 | 02    | 1:30,831 (12.)   |
| 02   | Keke Rosberg       | Williams-Ford | 75     | 0      | + 14,660    | 08    | 1:32,686         |
| 03   | Riccardo Patrese   | Brabham-Ford  | 75     | 0      | + 1:19,143  | 18    | 1:32,598         |
| 04   | Michele Alboreto   | Tyrrell-Ford  | 75     | 0      | + 1:20,947  | 12    | 1:32,914         |
| 05   | Elio de Angelis    | Lotus-Ford    | 74     | 0      | + 1 Runde   | 16    | 1:32,936         |
| 06   | John Watson        | McLaren-Ford  | 74     | 1      | + 1 Runde   | 11    | 1:31,261         |
| 07   | Nigel Mansell      | Lotus-Ford    | 73     | 0      | + 2 Runden  | 17    | 1:33,273         |
| 08   | Jochen Mass        | March-Ford    | 73     | 0      | + 2 Runden  | 21    | 1:34,312         |
| 09   | Raul Boesel        | March-Ford    | 70     | 0      | + 5 Runden  | 23    | 1:36,915         |
| 10   | Slim Borgudd       | Tyrrell-Ford  | 68     | 1      | + 7 Runden  | 24    | 1:33,413         |
| –    | Eddie Cheever      | Ligier-Matra  | 58     | 1      | DNF         | 13    | 1:33,125         |
| –    | Andrea de Cesaris  | Alfa Romeo    | 33     | 0      | DNF         | 01    | 1:31,205         |
| –    | Brian Henton       | Arrows-Ford   | 33     | 0      | DNF         | 20    | 1:36,413         |
| –    | Roberto Guerrero   | Ensign-Ford   | 27     | 0      | DNF         | 19    | 1:34,088         |
| –    | Jacques Laffite    | Ligier-Matra  | 26     | 0      | DNF         | 15    | 1:32,487         |
| –    | Jean-Pierre Jarier | Osella-Ford   | 26     | 0      | DNF         | 10    | 1:33,862         |
| –    | Nelson Piquet      | Brabham-Ford  | 25     | 0      | DNF         | 06    | 1:32,934         |
| –    | Derek Daly         | Theodore-Ford | 23     | 0      | DNF         | 22    | 1:35,898         |
| –    | Mario Andretti     | Williams-Ford | 18     | 0      | DNF         | 14    | 1:32,579         |
| –    | Alain Prost        | Renault       | 10     | 0      | DNF         | 04    | 1:33,052         |
| –    | Didier Pironi      | Ferrari       | 6      | 0      | DNF         | 09    | 1:34,168         |
| –    | René Arnoux        | Renault       | 5      | 0      | DNF         | 03    | 1:32,029         |
| –    | Bruno Giacomelli   | Alfa Romeo    | 2      | 0      | DNF         | 05    | 1:31,602         |
| –    | Eliseo Salazar     | ATS-Ford      | 3      | 0      | DNF         | 26    | 1:37,044         |
| –    | Manfred Winkelhock | ATS-Ford      | 1      | 0      | DNF         | 25    | 2:40,769         |
| DSQ  | Gilles Villeneuve  | Ferrari       | 75     | –      | –           | 07    | 1:32,907         |

## WM-Stände nach dem Rennen
Die ersten sechs des Rennens bekamen 9, 6, 4, 3, 2 bzw. 1 Punkt(e). In der Fahrerwertung wurden die besten elf Resultate, in der Konstrukteurswertung alle Resultate gewertet.

### Fahrerwertung
| Pos. | Fahrer             | Konstrukteur  | Punkte |
| ---- | ------------------ | ------------- | ------ |
| 01   | Alain Prost        | Renault       | 18     |
| 02   | Niki Lauda         | McLaren-Ford  | 12     |
| 03   | Keke Rosberg       | Williams-Ford | 8      |
| 04   | John Watson        | McLaren-Ford  | 8      |
| 05   | Carlos Reutemann   | Williams-Ford | 6      |
| 06   | Michele Alboreto   | Tyrrell-Ford  | 6      |
| 07   | Nigel Mansell      | Lotus-Ford    | 4      |
| 08   | René Arnoux        | Renault       | 4      |
| 09   | Riccardo Patrese   | Brabham-Ford  | 4      |
| 10   | Elio de Angelis    | Lotus-Ford    | 2      |
| 11   | Manfred Winkelhock | ATS-Ford      | 2      |
| 12   | Didier Pironi      | Ferrari       | 1      |
| 13   | Slim Borgudd       | Tyrrell-Ford  | 0      |
| 14   | Jochen Mass        | March-Ford    | 0      |
| 15   | Raul Boesel        | March-Ford    | 0      |

| Pos. | Fahrer             | Konstrukteur    | Punkte |
| ---- | ------------------ | --------------- | ------ |
| 16   | Eliseo Salazar     | ATS-Ford        | 0      |
| 17   | Jean-Pierre Jarier | Osella-Ford     | 0      |
| 18   | Mauro Baldi        | Arrows-Ford     | 0      |
| 19   | Bruno Giacomelli   | Alfa Romeo      | 0      |
| 20   | Andrea de Cesaris  | Alfa Romeo      | 0      |
| 21   | Derek Daly         | Theodore-Ford   | 0      |
| 22   | Chico Serra        | Fittipaldi-Ford | 0      |
| –    | Jacques Laffite    | Ligier-Matra    | 0      |
| –    | Derek Warwick      | Toleman-Hart    | 0      |
| –    | Eddie Cheever      | Ligier-Matra    | 0      |
| –    | Gilles Villeneuve  | Ferrari         | 0      |
| –    | Nelson Piquet      | Brabham-Ford    | 0      |
| –    | Brian Henton       | Arrows-Ford     | 0      |
| –    | Roberto Guerrero   | Ensign-Ford     | 0      |
| –    | Mario Andretti     | Williams-Ford   | 0      |

### Konstrukteurswertung
| Pos. | Konstrukteur  | Punkte |
| ---- | ------------- | ------ |
| 01   | Renault       | 24     |
| 02   | McLaren-Ford  | 20     |
| 03   | Williams-Ford | 14     |
| 04   | Lotus-Ford    | 6      |
| 05   | Tyrrell-Ford  | 6      |
| 06   | Brabham-Ford  | 4      |
| 07   | ATS-Ford      | 2      |
| 08   | Ferrari       | 1      |
| 09   | March-Ford    | 0      |

| Pos. | Konstrukteur    | Punkte |
| ---- | --------------- | ------ |
| 10   | Osella-Ford     | 0      |
| 11   | Arrows-Ford     | 0      |
| 12   | Alfa Romeo      | 0      |
| 13   | Theodore-Ford   | 0      |
| 14   | Fittipaldi-Ford | 0      |
| –    | Ligier-Matra    | 0      |
| –    | Toleman-Hart    | 0      |
| –    | Ensign-Ford     | 0      |